# Spatialisme (géographie)
Pour les articles homonymes, voir Spatialisme.
Dans la géographie universitaire, le terme spatialisme (en anglais : spatialism, en allemand : Räumeln) renvoie à une forme de déterminisme lié à l'espace. Dans un premier sens, il consiste à se focaliser essentiellement sur des facteurs spatiaux pour expliquer l'organisation d'un espace, sans tenir compte de facteurs sociaux ou culturels notamment. Par extension, le spatialisme désigne aussi l'idée selon laquelle l'espace serait déterminant à lui seul pour expliquer les phénomènes sociaux.
Le spatialisme peut être conscient et érigé en doctrine, mais il est souvent une prémisse impensée des raisonnements qui le mettent en œuvre. C'est un principe très présent dans l'action publique, particulièrement dans l'aménagement du territoire et l'urbanisme. En sciences sociales, il est parent du déterminisme historique (en histoire) ou du sociologisme (en sociologie), qui consistent à surévaluer la force et la portée explicatives d'une discipline en méconnaissant les apports possibles des autres sciences sociales.

## Définitions

### Approches critiques
Les auteurs des Mots de la géographie présente le spatialisme comme l'« attitude qui consisterait à croire que les phénomènes spatiaux et les lois de l'espace sont indépendants des sociétés; ce serait donc une forme d'idéalisme. » Le géographe Michel Lussault précise que « Le spatialisme désigne un mode de raisonnement, souvent implicite, qui fait de l'espace une chose-en-soi, dont les principes d'organisation et les lois d'évolution ne devraient être cherchées et trouvées qu'en elle-même. » Au milieu du XXe siècle, le spatialisme aurait par exemple été fondateur dans l'émergence du courant dit de la Nouvelle géographie, qui a eu pour ambition de déterminer des « lois de l'espace » grâce à la possibilité offerte par l'informatique de traiter de grandes quantités de données statistiques et spatiales,. Michel Lussault ajoute que « L'idée, complémentaire, que les formes spatiales détermineraient l'organisation et les pratiques sociales, participe aussi du spatialisme. »
Le spatialisme serait une forme de repli exclusif sur la géographie comme discipline d'explicitation du monde, une « tentation de repli de la discipline dans un pré-carré singulier ». Il constitue en cela un « travers » dont « il importe de se défaire pour penser pleinement la dimension spatiale de la société ». Il faudrait pour cela privilégier la prise en compte des apports de plusieurs disciplines pour envisager les phénomènes dans toute leur complexité. Le géographe Jacques Lévy préconise ainsi une approche « dimensionnelle » des phénomènes de société, c'est-à-dire une « Manière de découper le réel qui privilégie le croisement de points de vue partiels [les dimensions] sur un vaste ensemble de phénomènes, plutôt que la partition d'un champ en territoires [disciplinaires] fragmentés et disjoints. » Une telle perspective peut être décrite comme socio-constructiviste.

### Usage neutre
Quoique nettement moins courant, un usage plus neutre du terme spatialisme existe. Le sociologue Thomas Beaubreuil l'utilise ainsi pour décrire l'évolution de Maurice Halbwachs d'une approche « historiciste » à une approche « spatialiste » dans la dernière partie de sa carrière : « La notion de « spatialisme » est ici utilisée par analogie avec l’« historicisme » lui-même compris dans un sens contemporain de Halbwachs. Ce que tente de signaler notre étude c’est que pour Halbwachs, le processus de « spatialisation » est aussi important que celui d’historicisation, et que d’une certaine manière le premier conditionne le second. » Pour autant, cet usage est peu habituel, et on parle plus volontiers de « tournant spatial » (en anglais : spatial turn) pour désigner l’intérêt pour la dimension spatiale des phénomènes sociaux en sciences humaines.

## Les différentes formes de spatialisme

### Le spatialisme relatif aux facteurs physiques et environnementaux
L'idée selon laquelle les facteurs physiques et environnementaux conditionneraient les modes d'organisation des sociétés est ancienne, au point que l'expression générale de « déterminisme géographique » est directement attachée à cette idée. Aussi appelé déterminisme climatique ou déterminisme environnemental, elle désigne l'hypothèse selon laquelle l’environnement physique et biologique d’une société influence le développement de celle-ci de manière directe ou indirecte,. Dans un sens maximaliste, ces facteurs sont considérés comme prépondérants, comme pour Carl Ritter ou Friedrich Ratzel . Dans le champ de la science géographique contemporaine, le débat porte de manière moins totalisante sur la nature et l'importance de cette influence sur les relations entre les sociétés humaines et leur environnement.
Les différences conceptuelles entre spatialisme et déterminisme géographique sont minces : on peut considérer le déterminisme géographique comme une forme de spatialisme se fondant sur des facteurs physiques ou environnementaux, ou le spatialisme comme une extension du concept de déterminisme géographique non seulement à des facteurs naturels mais également à des facteurs spatiaux anthropiques. De fait, la principale différence entre les deux termes est l'antériorité et l'importance épistémologique de la réflexion sur le lien entre le développement des sociétés et leur environnement, et le fait que les usages dans la géographie universitaire francophone restreignent plutôt le déterminisme aux facteurs naturels et le spatialisme aux facteurs anthropiques. 

### Le spatialisme relatif aux facteurs architecturaux et urbanistiques
Le spatialisme peut aussi se fonder sur l'hypothèse que l'espace produit par les sociétés conditionne en retour leur organisation. Cette idée est récurrente dans les discours sur les quartiers dits « sensibles », généralement en périphérie des grandes villes. Leur éloignement aux opportunités économiques de la ville-centre ou encore une architecture considérée comme médiocre servent alors à expliquer pourquoi on y retrouve des taux de pauvreté ou de criminalité élevés. Dans La Dimension cachée, Edward T. Hall développe par exemple l'idée que l'architecture des métropoles de son époque, notamment l'immeuble résidentiel de grande hauteur avec ses appartements privatifs cloisonnés, est peu propice à la vie collective et donc plus stressant aux niveaux individuel et criminogène au niveau collectif pour des populations habituées à une vie plus communautaire. Pour Colin Giraud, le spatialisme serait l'un des grands principes guidant l'action publique de la politique de la ville en France, et constituerait également l'un de ses principaux « écueils ».
Cependant, le spatialisme ne se réduit pas aux quartiers urbains délaissés. Selon Mathilde Girault, son acception est plus large : « On désigne par « spatialisme » une forme de déterminisme qui consiste à expliquer des faits sociaux par l’espace, c’est-à-dire par des éléments physiques et matériels, et non par des construits politiques et sociaux. ». Cette grille de lecture est par exemple appliquée par Christophe Guilluy pour décrire une « France périphérique », dans une volonté affirmée de mettre en avant les difficultés des petits Blancs des espaces ruraux contre la focalisation habituelle sur les banlieues des métropoles.

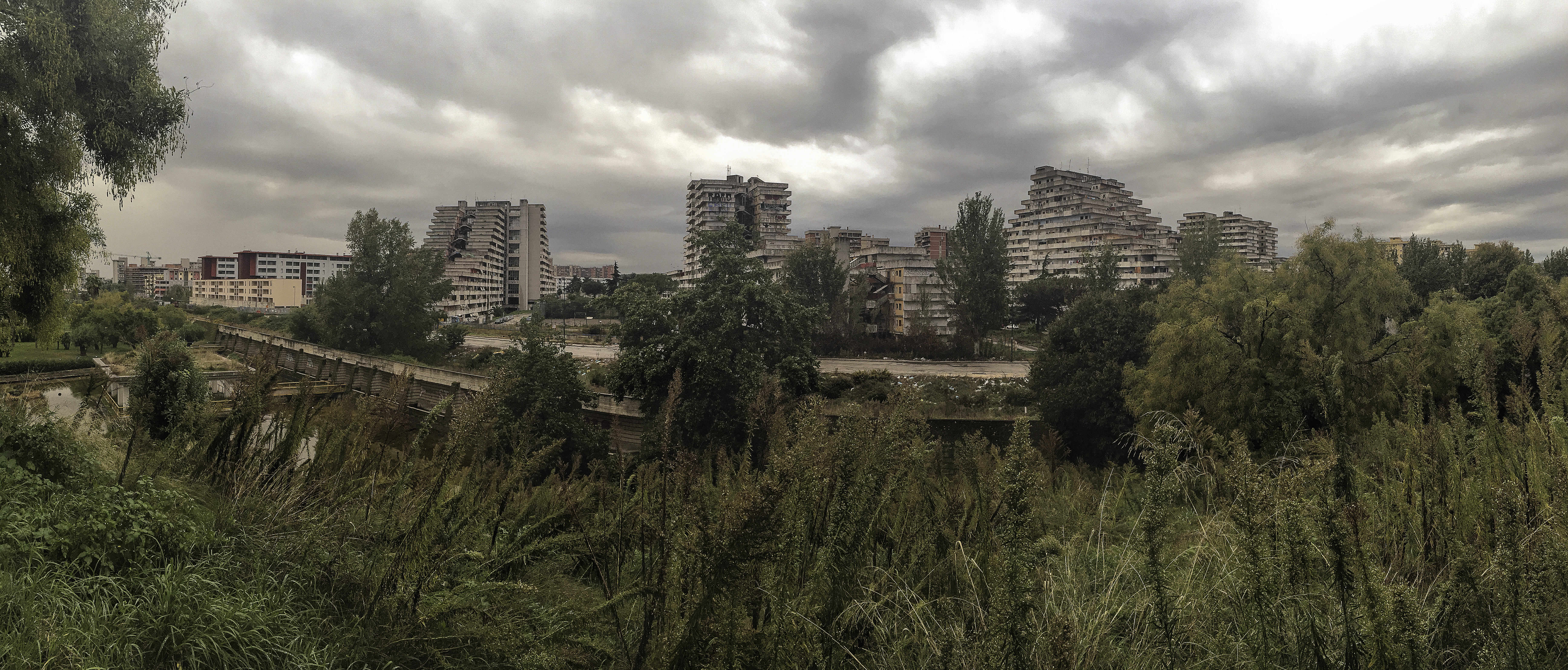
Les Vele du quartier de Scampia (Naples)

Marina de Villeneuve-Loubet (France)

Un exemple fameux de raisonnement spatialiste est celui des discours récurrents sur les bâtiments des Vele du quartier de Scampia à Naples, mis en lumière dans le livre Gommorah de Roberto Saviano, prolongé des film et série éponymes. Devenu l'un des plus grands centres du trafic de drogue en Europe entre les années 1980 et 2010, la principale solution mise en œuvre par les pouvoirs publics napolitains a consisté à décider de la démolition des bâtiments du quartier. Leur organisation spatiale singulière autour d'allées étroites, notamment, était jugée comme trop propice aux trafics. Si Roberto Saviano lui-même tient compte de ces spécificités architecturales, il insiste sur le fait que la mise en place du système mafieux dans ce quartier tenait aussi et surtout à des facteurs sociaux (déficit de services publics, de commerces, d'emplois...), problèmes auxquels la simple démolition du bâti n'apporte pas de vraie résolution. Pour appuyer son propos, il compare les bâtiments des Vele napolitaines à la marina de Villeneuve-Loubet (France), dont les architectures sont très comparables, et qui ont été construits dans des quartiers périphériques délaissés. Contrairement aux Vele, la marina est cependant devenu un quartier touristique extrêmement prisé.

### Le spatialisme relatif aux systèmes de transport
L'approche spatialiste relative aux systèmes de transport a notamment concouru à produire la notion d'effet structurant des infrastructures de transport, que Jean-Marc Offner décrit comme l'un des principaux « mythes politiques » et l'une des plus grandes « mystifications scientifiques » de l'aménagement du territoire.